# Räder müssen rollen für den Sieg!

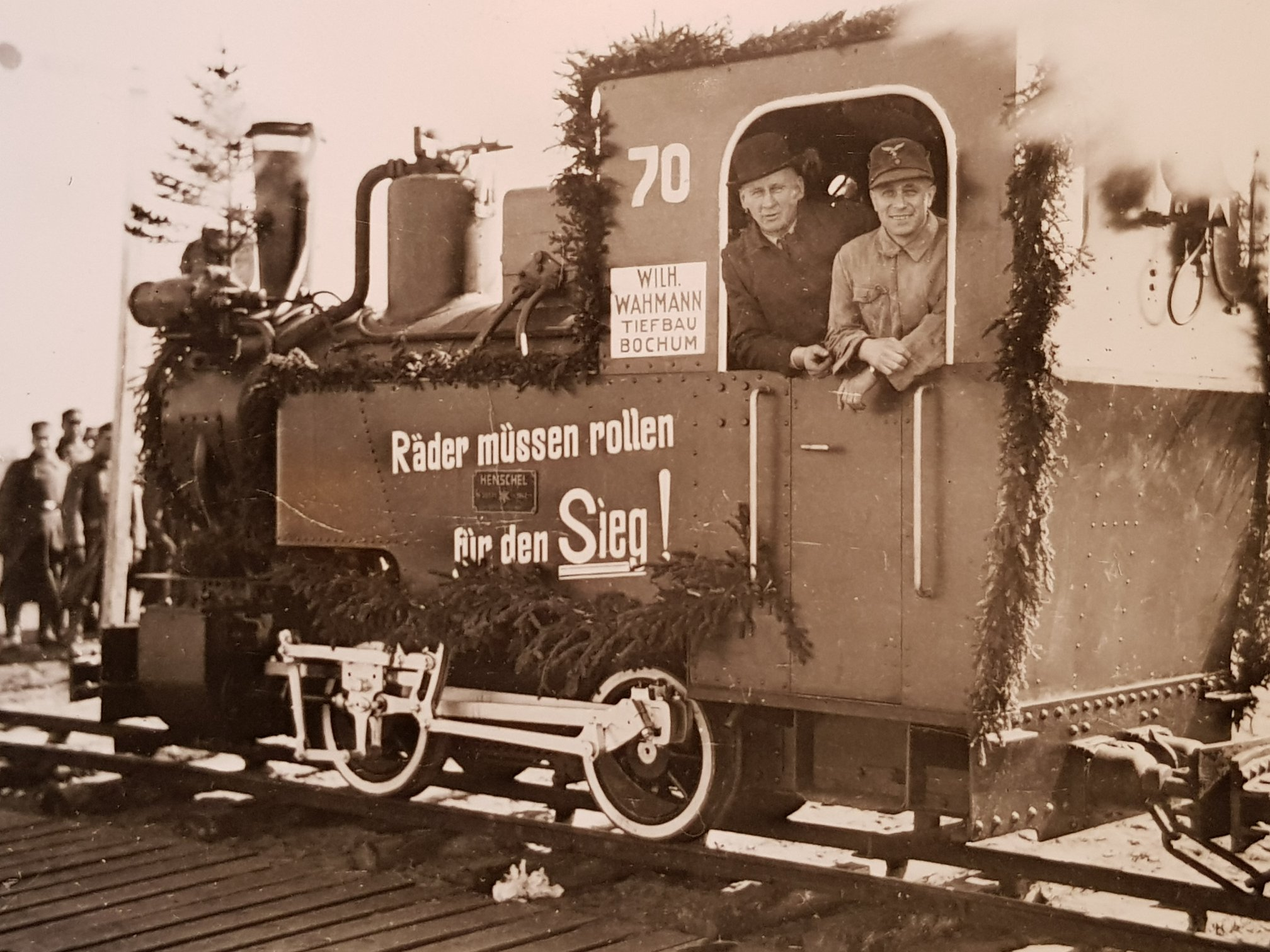
Lokomotive der Lunde-Bahn mit der Aufschrift „Räder müssen rollen für den Sieg“ (19. April 1943)

„Räder müssen rollen für den Sieg!“ war der Titel einer propagandistischen Werbekampagne der Deutschen Reichsbahn im Jahr 1942. Damit wollte man die deutsche Bevölkerung motivieren, auf nicht unbedingt notwendige Bahnreisen zu verzichten. Ziel der Kampagne war, die Erhöhung der Transportkapazität für die verschiedenen Transporte der Deutschen Wehrmacht.

## Hintergrund

Der Anfang der Kriegs-Propaganda 1942

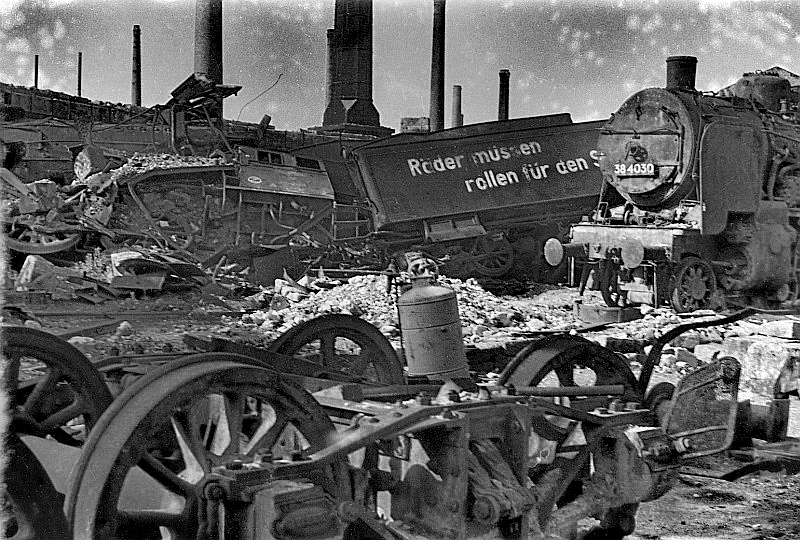
Das Ende der Propaganda 1945: Zerstörte Lokomotiven, auf einem Tender die Parole

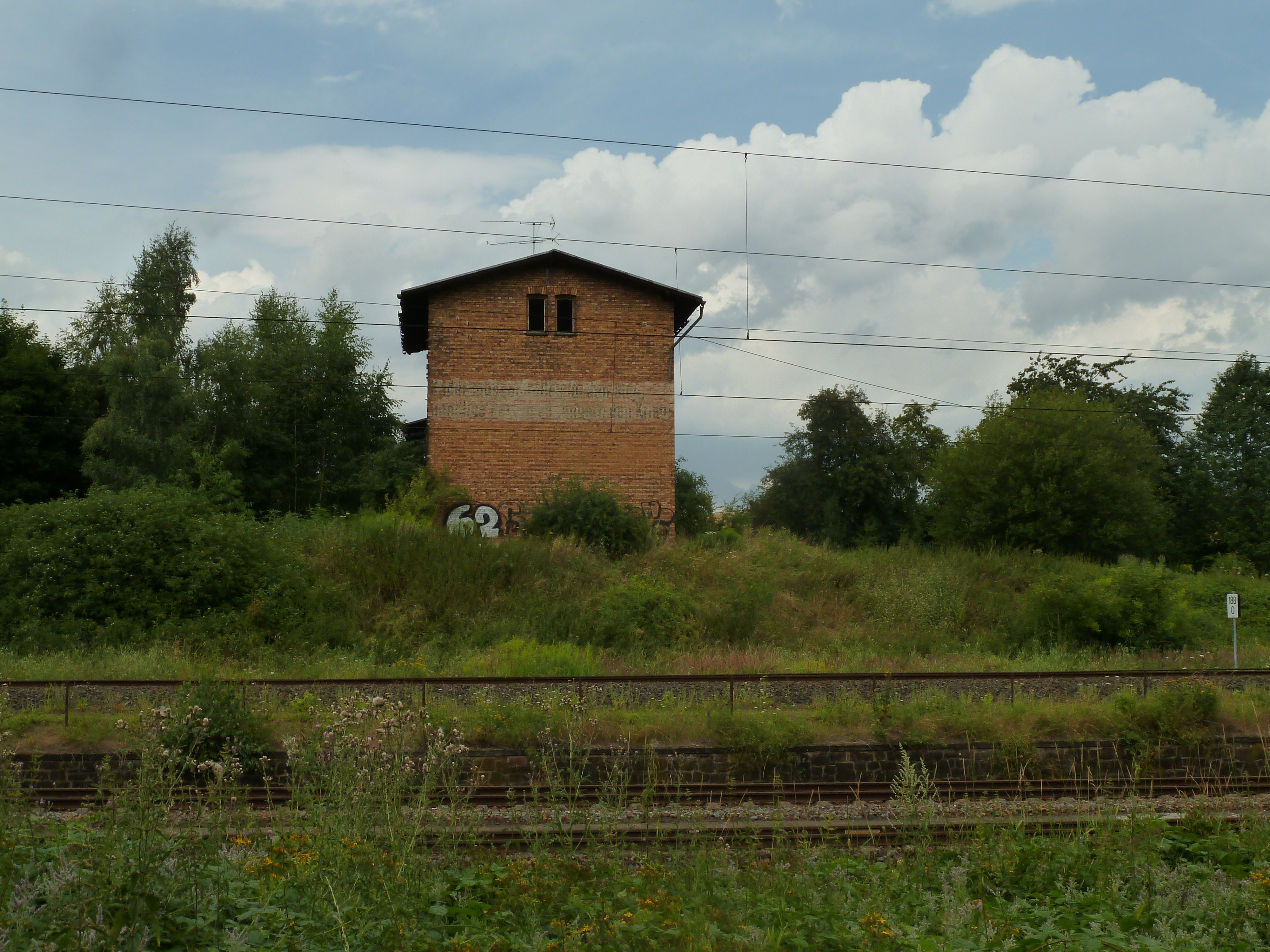
Überreste der Losung:
„Räder müssen rollen für den Sieg
unnötige Reisen verlängern den Krieg“
an einem Bahngebäude in Blankenheim Trennungsbahnhof an der Bahnstrecke Halle–Hann. Münden (2013)

Anlass der Kampagne waren zunehmende Nachschubprobleme im Russlandfeldzug, für die in weiten Teilen die Eisenbahn verantwortlich gemacht wurde. Der am 22. Juni 1941 begonnene Einmarsch der deutschen Truppen in die Sowjetunion kam im Winter 1941/42 nicht zuletzt aufgrund von Nachschubproblemen zum Stehen.
Gleichzeitig nahm die Zahl der beförderten Zivilpersonen während des Krieges von 2,21 Milliarden im Jahr 1939 auf 3,53 im Jahr 1943 zu. Als Konsequenz wurde die Zahl der Personenzüge eingeschränkt, Rabatte gestrichen und die Benutzung von bestimmten Personenzügen nur noch mit Zulassungskarten erlaubt.
Als personelle Konsequenz der Nachschubprobleme wurde der Staatssekretär im Reichsverkehrsministerium, Wilhelm Kleinmann, im Mai 1942 auf Betreiben von Albert Speer durch den jüngeren Albert Ganzenmüller abgelöst. Ganzenmüller hatte sich bei der Haupteisenbahndirektion Ost der Ostbahn mit der Behebung von Nachschubproblemen im Hinterland der Front einen Namen gemacht.
Am 11. Juni 1942 wurde die Kampagne der Presse vorgestellt: „Staatssekretär Ganzenmüller, der erst vor ganz kurzer Zeit sein Amt übernommen hat, hat drastische Mittel eingesetzt, um den Engpaß im Verkehr zu überwinden. Wie er vor der Presse am Donnerstag mitteilte, steht seine Arbeit im Zeichen des Mottos: Räder müssen rollen für den Sieg!“
Ende Juni 1942 rief Gerhard Sommer, Pressereferent beim Reichsverkehrsministerium, die Pressedezernenten der westlichen Reichsbahndirektionen zusammen, um die geplanten Maßnahmen mit einer Propaganda-Aktion zu begleiten. Der neue Staatssekretär Ganzenmüller entwickelte dabei das Leitwort „Räder müssen rollen für den Sieg!“. In einer Niederschrift der Besprechung wird er mit den Worten zitiert: „Diese Auffassung muß so schnell und eindrucksvoll wie möglich in das deutsche Volk getragen werden. Die Anteilnahme des Volkes an Arbeit und Leistung der Deutschen Reichsbahn muß unbedingt viel größer werden; das Verständnis der besonderen Leistungen für die Heimat muß wachsen.“
Durch eine Reihe von Maßnahmen sollte insbesondere die Verfügbarkeit von Leerwagen erhöht werden, um fertige Güter zeitnah verladen zu können. Durch die Reduzierung der Be- und Entladezeiten, sowie einer entsprechenden Verdichtung der Fahrpläne, sollte deren Verfügbarkeit erhöht werden. Durch die somit beschleunigten Umläufe sollte die Transportleistung der Reichsbahn weiter erhöht werden.

## Medien
Im Rahmen der Kampagne erschien eine Serie von Anzeigen mit verschiedenen Motiven. Die meisten dieser Darstellungen forderten den Leser dazu auf, unnötige Reisen zu unterlassen. So zeigte ein Motiv ein Zugabteil, in dem ein Soldat in Marschausrüstung vor einem sitzenden, dämonisierten Reisenden steht. In großen Lettern war darüber geschrieben: „Hilft Deine Reise siegen?“, verbunden mit der Unterzeile „Musst Du der Front Wagenraum stehlen?“.
Andere Motive wandten sich an Eisenbahner und Güterverkehrskunden, in denen stilisierte Militärangehörige eindringlich auf die Bedeutung jeden einzelnen Wagens für den Frontnachschub hinwiesen. „Jeder Wagen mehr“ wurde dabei, je nach Motiv, beispielsweise mit „Ein Panzer mehr gegen den Feind“, „Stahl für 1000 Granaten“ oder „600000 Schuss für’s MG!“ gleichgesetzt, wobei eine Zeichnung des jeweiligen Arbeiters bzw. eines Soldaten großflächig auf dem Motiv prangte.
Spezielle Anzeigen für Fachzeitschriften enthielten dabei zusätzliche Hinweise und Ratschläge, wie die Transportkapazität maximiert werden könnten: „Spart Wagenraum!“, „Verhütet Wagenschäden!“, „Be- und entladet auch nachts!“ und „Laßt keine Wagenecken leer!“ waren dabei einige Aufrufe an die mit den Transporten befassten Mitarbeiter.
An die Bevölkerung wandten sich Motive, die zum Verzicht auf Privatreisen aufforderten. Zeichnungen von Soldaten auf Reisen wurden dabei umrahmt von Aufforderungen wie: „Er geht vor! Verzichte Du! – Jeden Platz für Fronturlauber!“, „Wehrmacht geht vor! Verzichte Du auf die Weihnachtsreise!“ und „Erst siegen – dann reisen!“.
Die Anzeigen waren dabei nicht nur auf Mitarbeiter und Fahrgäste der Reichsbahn beschränkt. Eine Anzeige wandte sich beispielsweise an Binnenschiffer mit den Worten: „Jeder Kahn mehr – 60 Güterwagen frei für die Front. Helft mit! Entlastet die Reichsbahn. Be- und entladet die Kähne schnellstens!“.
Beauftragt wurde die Tagespresse mit der Veröffentlichung von zwölf Anzeigenmotiven. Diese wurden anfangs zweimal, später einmal pro Woche geschaltet. Darüber hinaus waren Anzeigen in Illustrierten und der politischen Presse sowie 30.000 DIN-A2-Plakate geplant. Zusätzlich sollte die Reichspost einen Briefstempel mit der Losung „Erst siegen, dann reisen“ einführen.
Neben den Plakaten prägten auch entsprechende Schilder und Banner zunehmend das Bild der Bahnhöfe und Güterabfertigungen. Darüber hinaus wurde auf die Gefährdung der Züge durch Tiefflieger hingewiesen. Die Reichsbahn versah auch viele ihrer Lokomotiven bzw. Lokomotivtender mit den Parolen.
Vor Weihnachten 1942 wurde zusätzlich ein Film produziert, in dem die Bevölkerung dazu aufgefordert wurde, auf Reisen zu verzichten. Der dreiminütige Streifen mit dem Arbeitstitel „Lasst ihn sausen!“ wurde durch die Döring-Filmwerke mit einem Budget von 23.300 Reichsmark produziert. Der Film lief in 600 Lichtspielhäusern im Vorprogramm.
Als Teil der Kampagne erschien auch der Reichsbahn-Kalender im Jahr 1943. Aufgrund von Papiermangel sollte dieser ursprünglich mit dem Erscheinen der Ausgabe 1942 eingestellt werden. Er erschien in vermindertem Umfang als Wochen- statt Tageskalender mit 52 (vormals 160) Blatt.

## Übergang zur direkten Kriegspropaganda
Die Werbekampagne wurde ab 1943 abgelöst von einer direkten Kriegspropaganda, die bis wenige Monate von Ende des Weltkrieges betrieben wurde. Der Slogan „Wir fahren dennoch!“ löste dabei, angesichts immer massiverer Luftangriffe, „Räder müssen rollen für den Sieg“ ab.
Vor dem Hintergrund zunehmender Bombenschäden wurde die Aufrechterhaltung des Bahnbetriebes zunehmend schwieriger, zuletzt praktisch aussichtslos. Weitere Kampagnen appellierten, bis kurz vor Kriegsende, an die Verteidigungs- und Opferbereitschaft der deutschen Eisenbahner.

## Verballhornung durch Oppositionelle
Aus der Parole wurden bereits während des Krieges verschiedentlich Verballhornungen bzw. Anti-Sprichwörter gebildet, vor allem als Ausdruck des Widerstands gegen den Nationalsozialismus (z. B. von den Edelweißpiraten in der Form Räder müssen rollen für den Sieg / Nazi-Köpfe rollen nach dem Krieg).